# کولکوویژن
کولکوویژن (به انگلیسی: ColecoVision) نام یک سامانه ویدئویی از نسل دوم کنسول هاست که توسط شرکت کولکو طراحی و عرضه شد. این کنسول در ماه آگوست سال ۱۹۸۲ میلادی، ابتدا در ایالات متحده آمریکا عرضه و سپس در همان سال در اروپا منتشر شد.

این کنسول از سخت‌افزار نسبتاً متوسطی بهره می‌برد و گرافیک و سبک بازی‌های آن بیشتر به سبک بازی‌های دستگاه‌های آرکید شبیه بود. همزمان با عرضه این کنسول، ۱۲ بازی برای آن منتشر شد و در طول عمر تقریباً دوساله آن، بیش از ۱۴۵ عنوان بازی بر روی رام کارتریج برای این کنسول عرضه شد.

در سال ۲۰۰۹ میلادی، سایت معتبر آی جی ان در لیستی که به عنوان ۲۵ کنسول بازی برتر منتشر کرده بود، کولکوویژن را در رده دوازدهم قرار داد و از آن به عنوان دستگاهی یاد کرد که بازی‌های آرکید را به خانه‌های مردم آورد.